# Hernán Galíndez
Hernán Ismael Galíndez (* 30. März 1987 in Rosario, Argentinien) ist ein ecuadorianisch-argentinischer Fußballtorhüter.

## Karriere

### Verein
Galíndez begann seine Karriere in der Jugend seines Heimatvereins CA Rosario, von wo er Anfang 2006 erst von der U-20 in die zweite Mannschaft wechselte und danach zur Spielzeit 2008/09 fest in den Kader der ersten überging. Hier kam er anfangs kaum zum Einsatz. Erst in der Clausura der Saison 2009/10 wurde er Stammspieler. Für die Spielzeit 2010/11 folgte anschließend eine Leihe zu Quilmes, wo er aber nur ein paar Einsätze hatte. Nach seiner Rückkehr zu seinem Stammklub blieb er meistens Ersatzspieler und zum Jahreswechsel 2012 verließ er den Verein, um sich in Chile den Rangers de Talca anzuschließen. Diese verliehen ihn jedoch sofort weiter zum ecuadorianische Klub Universidad Católica del Ecuador, wo er den Rest des Jahres verbrachte. Nach dem Ablauf der Leihe wechselte er fest zu Universidad, ohne für Rangers ein einziges Spiel gemacht zu haben.
Bei Universidad konnte er nun über mehrere Jahre die Rolle eines Stammtorhüters einnehmen und hatte einige Einsätze in internationalen Partien. Nach neun Jahren verließ er den Klub, um sich bei CF Universidad de Chile nochmal in einem anderen Land beweisen zu können. Hier spielte er ebenfalls sofort als Stammspieler, verließ nach einem halben Jahr den Klub für eine Ablöse von 240.000 € aber schon wieder. Diesmal unterschrieb er wieder bei einem ecuadorianischen Klub. So steht er seit der Spielzeit 2022/23 bei der SD Aucas im Kader.

### Nationalmannschaft
Sein Debüt in der ecuadorianischen Nationalmannschaft hatte er nach seiner Einbürgerung am 25. Februar 2019, am 23. Juni 2021 bei der Copa América 2021, als er im Gruppenspiel gegen Peru in der Startelf stand. Hiernach war er noch bei einem weiteren Gruppenspiel sowie dem Viertelfinale im Einsatz. Danach wurde er auch einige Male in Qualifikationsspielen für die Weltmeisterschaft 2022 eingesetzt.